# Horná Krupá
Horná Krupá (deutsch Oberkrupa, ungarisch Felsőkorompa) ist eine Gemeinde im Westen der Slowakei mit 492 Einwohnern (Stand 31. Dezember 2024). Sie gehört zum Okres Trnava, einem Teil des Trnavský kraj.

## Geographie

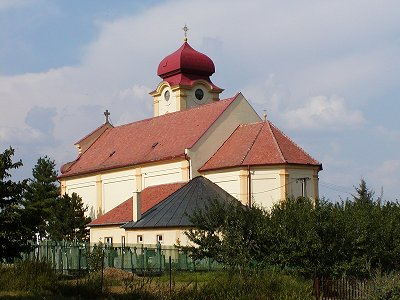
Kirche

Die Gemeinde befindet sich im Hügelland Trnavská pahorkatina am Fuße der Kleinen Karpaten. Horná Krupá ist ein typisches Straßendorf am rechten Ufer des Baches Krupský potok. Das Ortszentrum liegt auf einer Höhe von 216 m n.m. und ist 19 Kilometer von Trnava entfernt.
Nachbargemeinden sind Naháč im Norden, Horné Dubové im Osten, Dolná Krupá im Süden, Boleráz im Westen und Bíňovce im Nordwesten.

## Geschichte
Der Ort wurde zum ersten Mal 1256 als Kurumpa schriftlich erwähnt und entwickelte sich aus dem bereits 1113 erwähnten Einheitsort Krupá. Das Dorf war Besitz niederadeliger Familien wie Ctibor und Spaczay, ab dem 18. Jahrhundert Brunswick. 1828 zählte man 71 Häuser und 513 Einwohner, die als Bauern, Korbmacher, Weber und Winzer lebten.
Bis 1918 gehörte der im Komitat Pressburg liegende Ort zum Königreich Ungarn und kam danach zur Tschechoslowakei beziehungsweise heute Slowakei.

## Bevölkerung
| Jahr                | 1994 | 2004    | 2014    | 2024    |
| ------------------- | ---- | ------- | ------- | ------- |
| Anzahl der Personen | 575  | 520     | 472     | 492     |
| Unterschied         |      | −9,56 % | −9,23 % | +4,23 % |

| Jahr                | 2023 | 2024    |
| ------------------- | ---- | ------- |
| Anzahl der Personen | 498  | 492     |
| Unterschied         |      | −1,20 % |

Nach der Volkszählung 2011 wohnten in Horná Krupá 507 Einwohner, davon 492 Slowaken und zwei Mährer. 13 Einwohner machten diesbezüglich keine Angabe. 447 Einwohner bekannten sich zur römisch-katholischen Kirche und zwei Einwohner zur evangelischen Kirche A. B.; ein Einwohner bekannte sich zu einer anderen Konfession. 28 Einwohner waren konfessionslos und bei 29 Einwohnern wurde die Konfession nicht ermittelt.

## Bauwerke
- römisch-katholische Kirche im Barockstil aus den Jahren 1741–46